# Laccophilus burgeoni
Laccophilus burgeoni là một loài bọ cánh cứng trong họ Bọ nước. Loài này được Gschwendtner miêu tả khoa học năm 1930.